# Кермовий гвинт

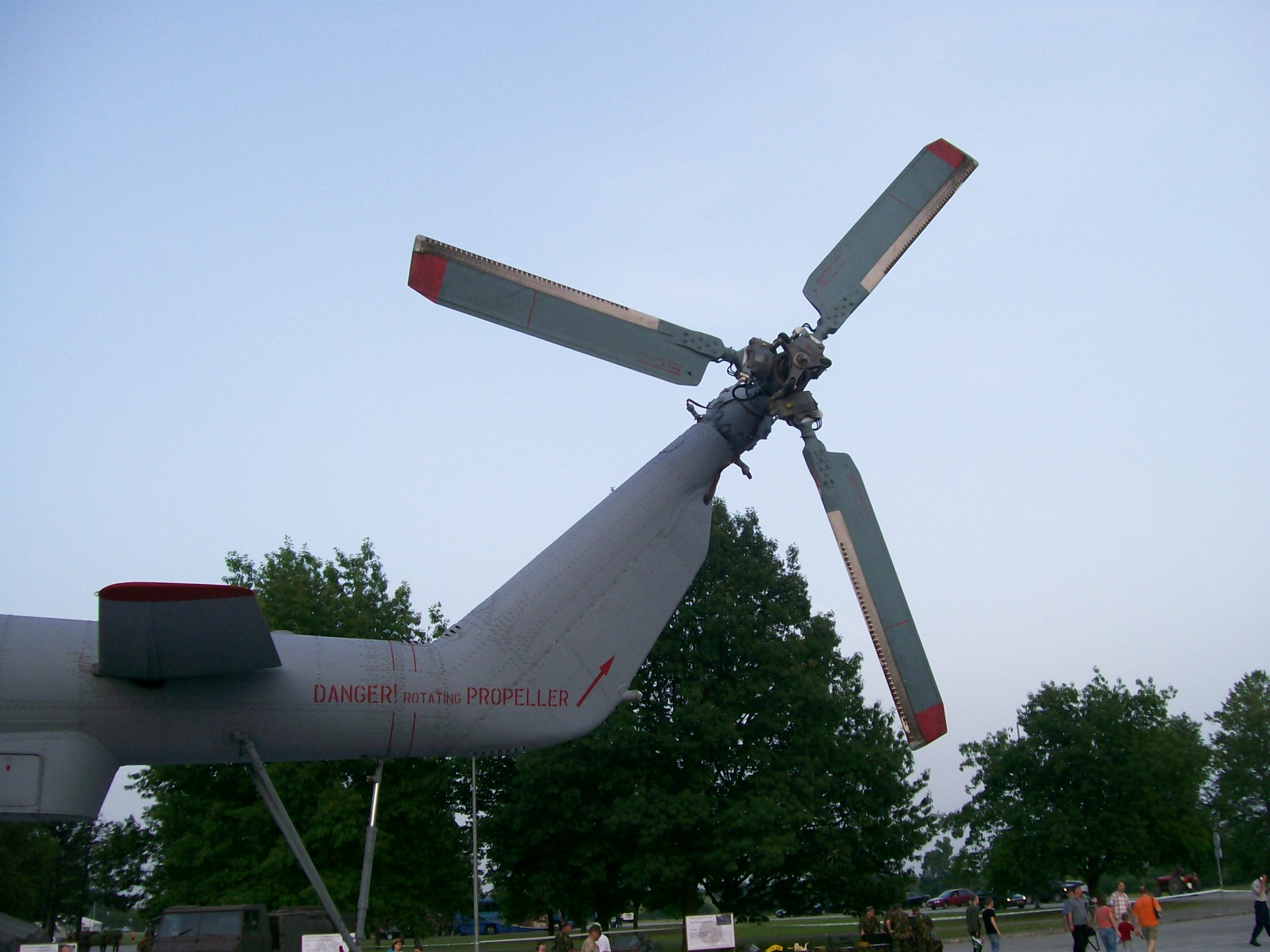
Кермовий гвинт вертольота Мі-17

Кермовий (рульовий) гвинт вертольота — повітряний гвинт вертольотів, призначений для компенсації реактивного моменту і управління за курсом (рискання). При обертанні несучий гвинт прагне розкрутити фюзеляж вертольота у зворотному напрямку — для усунення цього явища і призначено встановлений вертикально на хвостовій балці кермовий гвинт. Привод обертання кермового  гвинта здійснюється за допомогою карданних валів від редуктора несучого гвинта до редуктора кермового гвинта, через проміжний редуктор; управління кроком гвинта здійснюється педалями у кабіні льотчика.
Якщо кермовий гвинт виконаний у вигляді вентилятора, вбудованого у вертикальне хвостове оперення, то його називають фенестроном, а проміжний редуктор і залом хвостової балки не потрібні, тому що відпадає необхідність контролювати висоту гвинта відносно землі.
З точки зору живучості, відмова кермового гвинта або пошкодження його трансмісії часто призводять до некерованого падіння вертольота.